# Фанні Алвинг
Фанні Марія Алвинг (швед. Fanny Alving; 23 жовтня 1874 — 2 червня 1955) — шведська письменниця, яка працювала під псевдонімами Фанні Норрман, Ульрік Уланд.

## Біографія
Фанні Марія Алвинг народилася 23 жовтня 1874 року в місті Ytterselö, Седерманланд. Її батьками були капітан Августі Ленн (August Lönn, 1837—1920) та Еріка Шарлотта Персдоттер Йонссон (Erika Charlotta Persdotter Jonsson). 
З 1893 року Фанні навчалася у школі спільного навчання Palmgrenska Samskolan у Стокгольмі. З 1898 по 1905 рік була одружена з статистом Свеном Норрманом (Sven Norrman), а з 1906 року — з лінгвістом і педагогом Ялмаром Алвингом (Hjalmar Alving). Їхня дочка, Барбра Алвинг (1909—1987) працювала журналісткою.
Свого часу Алвинг побувала в Норвегії, Данії та інших європейських країнах. З 1894 по 1898 рік працювала кореспонденткою в грецькому консульстві в Мальме. У подальшому, до 1901 року, працювала в журналі Стрікс (Strix) у Стокгольмі, підписуючи свої статті псевдонімом Maja X. Як прозаїкиня, писала під псевдонім Ульрік Уланд (Ulrik Uhland), але також використовувала імена Фанні Норрман (Fanny Norrman) і Фанні Алвинг (Fanny Alving).
Фанні Алвинг була однією з небагатьох шведок, які описували у своїх творах життя звичайних небагатих людей. Так, її детективний роман Josefssons på Drottninggatan, описує життя простих людей зі Стокгольма.

## Твори
Опубліковано під псевдонімом Фанні Норрман
- Galläpplen och paradisäpplen, поетична збірка, 1901.
- Андра visboken, 1915.
- Brita från Österby, роман, 1914.

Опубліковано під псевдонімом Ульрік Уланд
- Skärgårdsflirt, роман, 1905.
- Aurores bröllopsresor, роман, 1906
- Carl Michael Bellman och Ulla Winblad: En roman från den gamla goda tiden, роман, 1907.
- Fröken från Västervik, роман, 1907
- Baronerna på Sjöberga, роман, 1908.
- Skandalhuset, роман, 1911.
- Juvelerna på Gårda, роман, 1914.

Опубліковано під псевдонімом Фанні Алвинг
- På avigsidan, роман, 1918.
- Josefssons på Drottninggatan, роман, 1918.
- Familjen von Skotte, роман, 1922.